# 曼圖羅沃區 (庫爾斯克州)
曼圖羅沃區（俄语：Мантуровский район），是俄羅斯的一個區，位於該國西部，由庫爾斯克州負責管轄，面積1,010平方公里，2010年人口14,349，人口密度每平方公里14.21人。

## 外部連結
- . Manturovsky District.   [August 31, 2016]. （原始内容存档于2017-07-15） （俄语）.
- Manturovsky District on Google Maps
- Manturovsky District on OpenStreetMap （页面存档备份，存于）